# 善如寺俊幸
善如寺 俊幸（ぜんにょじ としゆき、1949年11月 - ）は、日本の言語学者。専門は、漢字学、日本語教育学。元東京外国語大学留学生日本語教育センター教授である。

## 略歴
- 1973年3月 山口大学文理学部卒業
- 1978年3月 東京都立大学 (1949-2011)人文学部卒業
- 1981年9月 ポルトガル領マカオ東アジア大学客員講師
- 1985年8月 インドネシア共和国立パジャジャラン大学客員講師
- 1988年12月 東京外国語大学外国語学部附属日本語学校 講師
- 1990年4月 同 助教授
- 1992年4月 東京外国語大学留学生日本語教育センター 助教授（組織改変による所属変更）
- 2010年4月 同教授
- 2014年3月 東京外国語大学 定年退職

## 業績・研究
- 『外国語としての漢字教授法に関する調査及び開発研究』(1996年 - 1998年）

## 著作
- 善如寺俊幸「漢字系統樹表2800」『JSL漢字学習研究会誌』第7巻、JSL漢字学習研究会、2015年、37-44頁、doi:10.20808/jslk.7.0_37、ISSN 1883-7964、NAID 130005682187。
- 善如寺俊幸「「漢字系統樹表2800」試行版（JSL漢字学習研究会誌第7号付録）改訂録」『JSL漢字学習研究会誌』第8巻、JSL漢字学習研究会、2016年、83-83頁、doi:10.20808/jslk.8.0_83、ISSN 1883-7964、NAID 130006307768。
- Webフリー教材『やさしい漢字 中級編』東京外国語大学, 2014
- Webフリー教材『やさしい漢字 初級編』東京外国語大学, 2014
- 『漢字イメージトレーニング500』三恵社, 2010
- 新版 日本語教育事典 大修館書店, 2005
- 『漢字入門』CD-ROM 付 青山社, 2000
- 「漢字系統樹」による新しい漢字教授法 『漢字検定のすべて』アルク出版, 2000